# Provincial Airlines

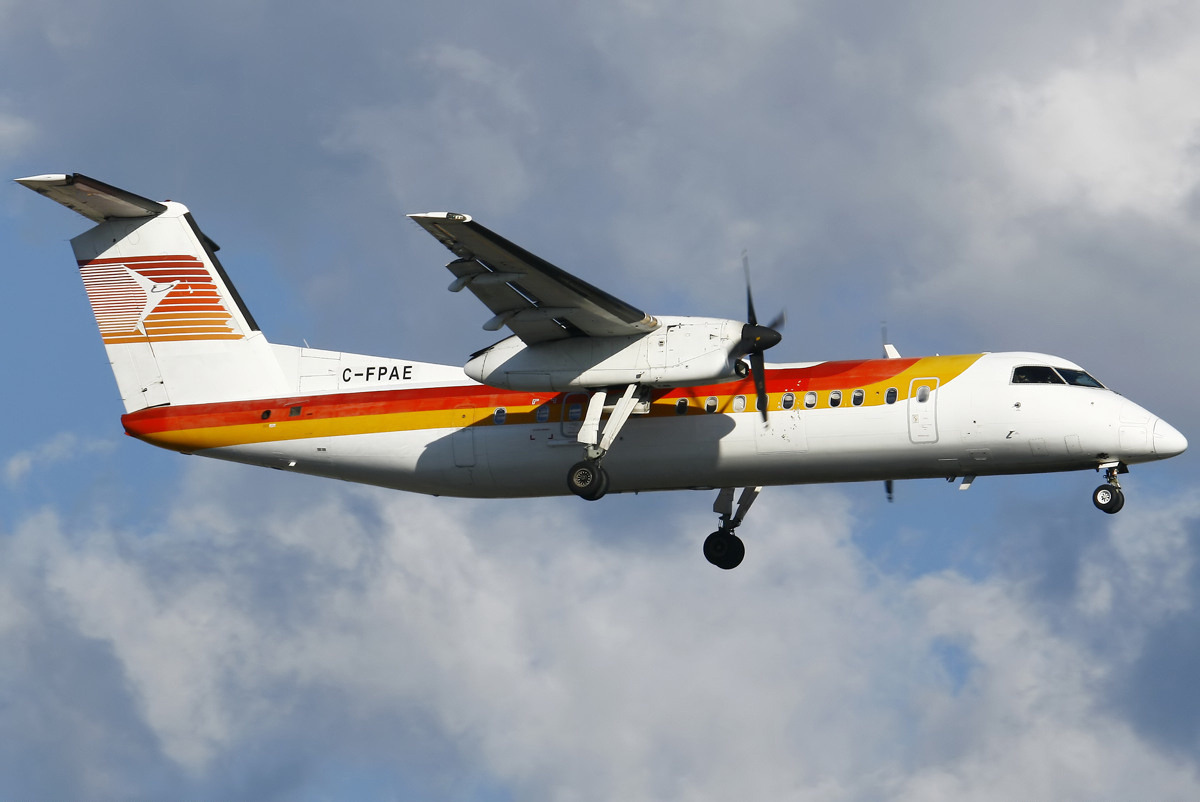
DHC-8

Provincial Airlines — канадская региональная авиакомпания со штаб-квартирой в городе Сент-Джонс (Ньюфаундленд и Лабрадор), выполняющая регулярные пассажирские и грузовые рейсы, а также обеспечивающая работы в области дистанционного зондирования Земли и экологического мониторинга .
Портом приписки авиакомпании и её главным транзитным узлом (хабом) является Международный аэропорт Сент-Джонс.

## История
Авиакомпания Provincial Airlines была образована в августе 1972 года в качестве чартерного перевозчика аэропорта Сент-Джонс и учебно-тренировочного центра пилотов местных авиалиний. В 1980 году компания открыла первые регулярные пассажирские рейсы. В 1980-х годах Provincial Airlines заключила контракт на обеспечение морского наблюдения за прибрежной зоной провинции Ньюфаундленд и Лабрадор, в рамках которого создала собственное дочернее подразделение «Atlantic Airways», действовавшее вплоть до конца 1989 года. В 1988 году Provincial Airlines приобрела другую канадскую авиакомпанию Eastern Flying Service, работавшую с 1956 года и имевшую крупную сеть курьерских авиаперевозок.
В 1995 году была создана ещё одна дочерняя структура Interprovincial Airlines, в задачи которой входили только регулярные пассажирские перевозки. В том же году был заключён партнёрский договор с авиакомпанией местного значения Air Nova на выполнение регулярных рейсов по аэропортам побережья Лабрадора, закончившийся в 2001 году с поглощением Air Nova магистральной авиакомпанией Air Canada.
В настоящее время авиаперевозки в аэропортах побережья осуществляются по партнёрскому договору с другой канадской компанией «Innu Mikun Airlines», которая фактически уже является структурным подразделением Provincial Airlines.

## Маршрутная сеть
По состоянию на март 2009 года авиакомпания Provincial Airlines выполняла регулярные пассажирские рейсы в 19 аэропортов провинций Квебек и Ньюфаундленд и Лабрадор:
- Ньюфаундленд и Лабрадор
  - Аэропорт Черчил-Фолс
  - Аэропорт Дир-Лейк
  - Аэропорт Гуз-Бей
  - Аэропорт Хопдейл
  - Аэропорт Макковик
  - Аэропорт Нейн
  - Аэропорт Натуашиш
  - Аэропорт Поствилл
  - Аэропорт Риголет
  - Сент-Антони
  - Международный аэропорт Сент-Джонс
  - Аэропорт Стивенвилл
  - Аэропорт Вабуш
- Квебек
  - Аэропорт Ля-Роман
  - Аэропорт Лурд-де-Блан-Саблон
  - Международный аэропорт имени Пьера Эллиота Трюдо
  - Аэропорт Наташкан
  - Аэропорт Сен-Огюстен
  - Аэропорт Сет-Иль

## Флот
По состоянию на 15 ноября 2009 года воздушный флот авиакомпании Provincial Airlines составляли следующие самолёты:
- 7 Bombardier Dash 8 Series 102/106 (два самолёта в «мокром» лизинге в Береговой охране Нидерландских Антильских островов и Арубы, один лайнер в лизинге из авиакомпании Regional 1)
- 6 Beechcraft 200 Super King Air
- 1 Fairchild Metro III
- 4 de Havilland Canada DHC-6 Twin Otter
- 1 Cessna Citation S550
- 1 de Havilland Canada DHC-3 Otter
- 2 Saab 340A